# Theophyllidin-Reaktion
Die Theophyllidin-Reaktion ist eine chemische Nachweisreaktion auf Theophyllin, die sich zur Unterscheidung von anderen Xanthinen, wie Coffein und Theobromin eignet. Die Reaktion basiert auf der intermediären Bildung des namensgebenden alkalischen Hydrolyseproduktes Theophyllidin, welches mit diazotierter Sulfanilsäure im sauren Medium einen roten bis violetten Farbstoff bildet. Theobromin und Coffein geben keinen positiven Nachweis, da deren Pyrimidinring unter alkalischen Bedingungen nicht gespalten wird bzw. keine Kupplung mit diazotierter Sulfanilsäure erfolgt.